# Hedtjärnen (Edefors socken, Norrbotten)
Hedtjärnen är en sjö i Bodens kommun i Norrbotten och ingår i Piteälvens huvudavrinningsområde.